# Cricetomys
Genre
Les  cricétomes,  auparavant connus sous les noms impropres de rats de Gambie  ou
rats géants, sont de gros rongeurs africains pesant autour de 1,4 kg et traditionnellement chassés pour l’alimentation humaine dans la majeure partie de
l’Afrique subsaharienne.
Deux espèces sont distinguées :
- Cricetomys emini - cricétome de forêt parfois appelé Rat géant d'Emin
- Cricetomys gambianus - cricétome des savanes parfois appelé rat de Gambie

On utilise depuis 2007 ces rats géants comme démineurs, pour détecter les mines antipersonnel au Mozambique. L'un d'eux, Magawa, a été décoré en 2020 de la médaille d'or du PDSA pour la même action au Cambodge.